# Aguas Termales de los Ilinizas
Las termales del Ilinizas, es considerado un lugar turístico, que pertenece a la reserva ecológica los Ilinizas. Dicha reserva cuenta con dos lugares o sitios que presentan aguas termales, las cuales son las aguas termales de Yanac yacu de los Ilinizas y las aguas termales Cunucyacu de los Ilinizas, además de presentar una gran variedad de atractivos naturales como son las cascadas y paisajes exuberantes que reflejan la biodiversidad de Ecuador.

## Historia
La reserva ecológica Los Illinizas tiene historia, puesto que fue creada el 11 de diciembre de 1996, presenta una extensión de 149 900 hectáreas, que abarca las provincias de Cotopaxi, Pichincha y Santo Domingo de los Tsáchilas.
La reserva ecológica los Ilinizas, considerado uno de los principales lugares o sitos que ha conservado la biodiversidad de Ecuador, debido a que en ella alberga una gran cantidad de especias, y esto se deba a la variedad de climas que presenta la zona, además la flora que presenta la reserva es única puesta a que consta de bosques tropicales y páramos andinos haciendo de esta reserva un lugar turístico importante por su gran diversidad en flora y fauna.

## Ubicación

### Las piscinas naturales de agua termal de Cunucyacu
Las aguas termales de Cunucyacu está localizada dentro de la reserva ecología los Ilinizas a 4.000 m s. n. m. en el nevado Iliniza, considerado un tesoro de la provincia de Cotopaxi. Está ubicada a 100 km al suroeste de Quito, y presenta dos grandes picos útiles para realizar montañismo por parte de montañistas aficionados.

### Las aguas termales Yancayacu de los Ilinizas
Las aguas termales Yanacyacu son poco conocidas y visitadas por los turistas, se ubican en el pueblo de San Juna de Pastocalla en el Iliniza Sur a 4000 m s. n. m., y son parte de la Reserva Ecológica Los Ilinizas. Tiene un trayecto de 11 km con 1000 m de desnivel, además presenta un clima muy variado.

## Características
Las aguas termales de los Ilinizas brotan de las faldas del Iliniza Sur, debido a que existe actividad volcánica latente, además presenta una multi-diversidad en flora, fauna y paisajes cautivadores a la vista.
La temperatura en la Reserva Los Ilinizas varía gradualmente y ve desde los 0 grados, en la zona alta, hasta 24 grados las zonas más bajas, donde se encuentran una variedad de especies de mamíferos y aves.

## Cómo llegar
El recorrido se inicia en la mañana, por la parroquia de Pastocalle, ubicada a 20 minutos al norte de Latacunga.
Luego se toma el camino a los Ilinizas ubicado en el barrio El Milagro o también se puede bordear las haciendas del lugar, en donde se puede observar producción agrícola.
Tras caminar 11 km, se puede observar el gran valle de Lasso y Latacunga; además del majestuoso volcán Cotopaxi y la nieve de Los Ilinizas.
Al terminar el recorrido, se llega a las tan preciadas aguas termales de los Ilinizas.

## Beneficios medicinales
Las aguas termales de los Ilinizas ofrecen una alternativa medicinal, puesto el baño en aguas termales produce un aumento en la temperatura del cuerpo, eliminado microorganismos patógenos, así como toxinas del cuerpo, así mismo aumenta la presión hidrostática del cuerpo, por lo que aumenta la circulación sanguínea y la oxigenación cubriendo de mejor manera la demanda metabólica de los distintos tejidos.
Además, las aguas termales, tiene propiedades terapéuticas útiles para normalizar las funciones de las glándulas endocrinas, así como el funcionamiento del sistema nervioso del cuerpo. Además, ayuda al mejoramiento y estímulo del sistema inmune, relajación mental, producción de endorfinas y regulación de las funciones glandulares.
Las aguas termales de los Ilinizas, contiene una grande cantidad de minerales útiles para el cuerpo, y útiles para mantener el estado de salud biológica, ente ellos tenemos:
- Sodio: importante para controlar el equilibrio hídrico de la piel.

- Magnesio: propone un efecto energizante y es útil en la inhibición de los procesos inflamatorios.

- Selenio: previene el envejecimiento prematuro.

- Calcio: mineral importante para el organismo, aporta humectación. Además, es beneficioso para reducir el proceso de envejecimiento de la piel.

- Cobre: útil en la regeneración celular favoreciendo la síntesis de colágeno, la melanina, y la queratina.

Las aguas termales de los Ilinizas presentan una alternativa terapéutica, por las propiedades que posee las mismas aguas para curar varias patologías, además del clima y los paisajes que posee el lugar, lo hace un paraíso perfecto para olvidarse del estrés y recuperar la salud mental. Entrar en un equilibrio mental.